# Slavy
Borislav Ivaylov Stankov, más conocido como Slavy, (Huesca, 5 de mayo de 2002) es un futbolista español, de origen búlgaro, que juega de delantero centro en el Hércules C.F. de la Primera Federación.

## Carrera deportiva
Slavy comenzó en las categorías inferiores de la S. D. Huesca en las que permaneció hasta el año 2018 en la que fichó para jugar en el juvenil B del Valencia C. F..
En el año 2019 Slavy fichó por el Real Valladolid C. F. para jugar en el juvenil A, pero su gran rendimiento, llegando a ser considerado la mayor promesa de la cantera hizo que debutara con el Real Valladolid C. F. Promesas el 12 de enero de 2020 en un partido contra el C. D. Izarra correspondiente a la Segunda División B.
Poco después renovaría hasta 2023, y el 8 de octubre de 2021 haría su debut profesional con el primer equipo del Real Valladolid C. F., en el empate a uno frente al Málaga C. F. en un encuentro de la Segunda División.
El 27 de julio de 2023, firma por una temporada por el Unionistas de Salamanca C. F. de la Primera División RFEF, (cedido) por el Real Valladolid C. F. Promesas.
Una vez finalizada su cesión, el jugador fichó por la S. D. Eibar en julio de 2024 por dos temporadas.
El 29 de junio de 2025, pasa a formar parte de la plantilla del Hércules C.F. de la Primera Federación.

## Carrera internacional

### España Sub-18
Slavy ha sido internacional sub-18 con la selección de fútbol de España debutando el 28 de enero de 2020 en amistoso contra la selección sub-18 de Eslovaquia. El partido finalizó con victoria 2-0 y Slavy saltó al terreno de juego en el minuto 72. Después disputó otros 3 partidos, y en los dos partidos que salió como titular consiguió marcar un gol. El bagaje final con la selección sub-18 es de 4 partidos disputados, 2 titularidades y 2 goles.

### Bulgaria Sub-21
El 25 de marzo de 2022 recibió su primera convocatoria con la selección sub-21 de Bulgaria para el partido contra Países Bajos sub-21 de clasificación para la Eurocopa sub-21 de 2023 pero no fue hasta el 22 de septiembre de 2022 en la que debutó y además de titular en un partido amistoso contra la selección sub-21 de Hungría. El partido finalizó con derrota 1-0 y fue sustituido en el minuto 83. Después ha jugado otros 3 partidos amistosos todos ellos como titular en los que no ha conseguido ningín gol.

## Clubes
Actualizado al último partido disputado el 20 de agosto de 2025.
| Club                           | País          | Año           | Partidos | Goles |
| ------------------------------ | ------------- | ------------- | -------- | ----- |
| Real Valladolid C. F. Promesas | España        | 2020-2024     | 57       | 9     |
| Real Valladolid C. F.          | España        | 2021-2024.    | 1        | 0     |
| Unionistas de Salamanca C. F.  | España        | 2023-2024.    | 37       | 13    |
| S. D. Eibar                    | España        | 2024          | 5        | 0     |
| Villarreal C.F. "B"            | España        | 2025          | 18       | 7     |
| Hércules C.F.                  | España        | 2025-act.     |          |       |
| Total carrera                  | Total carrera | Total carrera | 118      | 29    |